# Manol
Le Manol est une rivière de l'Alt Empordà en Catalogne (Espagne), affluent de la Muga.

## Affluents
- Àlguema (ca)
- Vilademires
- Cistella
- D'en Serra
- Les Costes
- Riu-sec
- Fregabou
- Bac de la Sala
- Joncanal
- Montalat
- Fonts d'Ordis
- Mal Pas
- Galligans

## Communes traversées
- Albanyà
- Cabanelles
- Lladó
- Navata
- Vilanant
- Avinyonet de Puigventós
- Vilafant
- Ordis
- Borrassà
- Pontós
- Santa Llogaia d'Àlguema
- Figueras
- Llers
- Terrades
- Cistella
- El Far d'Empordà
- Vila-sacra
- Vilanova de la Muga